# David Salo
David Salo (n. 1969) es un lingüista estadounidense, que trabaja fundamentalmente en el estudio de las múltiples lenguas construidas por el escritor británico J. R. R. Tolkien. Trabajó en la trilogía cinematográfica de El Señor de los Anillos dirigida por Peter Jackson como asesor lingüístico, para lo que debió expandir las lenguas élficas mediante la construcción de nuevo vocabulario a partir del conocido por los trabajos publicados de Tolkien; y definir mínimamente otras lenguas meramente esbozadas por Tolkien. Vive en Madison (Wisconsin) con su esposa Dorothea.

## Carrera profesional
Salo es, desde 2002, licenciado en Lingüística por la Universidad de Wisconsin-Madison, y está preparando su doctorado en la misma universidad. Sus primeros intereses académicos se dirigieron a los idiomas tocarios, lenguas indoeuropeas extintas que se hablaron en la cuenca del Tarim y en la depresión de Turfán hasta la Edad Media.

### Salo y las lenguas de Tolkien
El interés de David Salo en las lenguas de Tolkien surgió desde que leyera sus obras en la adolescencia. En su pregrado en el Macalaster College estudió latín, griego y lingüística, y empleó esos conocimientos adquiridos para mejorar su comprensión de las lenguas de Tolkien. En 1998 fundó, junto a su actual esposa Dorothea, la lista de correo Elfling para entusiastas de las lenguas de Tolkien. En 2004 publicó un análisis lingüístico del sindarin: A Gateway to Sindarin: A Grammar of an Elvish language from J. R. R. Tolkien's Lord of the Rings. En 2006 el volumen 3 de la revista Tolkien Studies: An Annual Scholarly Review publicó una reseña del mismo, que fue posteriormente revisada en el contexto de la lingüística tolkieniana en su conjunto en el volumen 4 (2007).
Salo fue contratado por la compañía Iron Crown Enterprises como asesor lingüístico para el material de su juego de rol de El Señor de los Anillos. Tiempo después, los productores de la trilogía cinematográfica de El Señor de los Anillos dirigida por Peter Jackson decidieron contratarle para un trabajo similar, pero más ambicioso: escribir todo el material de las películas en lenguas élficas, khuzdul y otros idiomas de Tolkien, así como para ayudar en la generación de otro material lingüístico como las inscripciones en tengwar y cirth que aparecen en las escenas; o traducir las letras de la banda sonora. Para ello, debió comenzar por expandir las lenguas élficas (particularmente el sindarin) mediante la construcción de nuevo vocabulario a partir del conocido por los trabajos publicados de Tolkien; y por definir mínimamente otras lenguas para las que Tolkien creó un corpus muy reducido, como el khuzdul o la lengua negra. La definición de estas últimas lenguas es tan novedosa respecto a lo poco escrito de ellas por Tolkien que en ciertos círculos se las conoce como «neo khuzdul» y «neo lengua negra».